# 篠原英明
篠原 英明（しのはら ひであき、1965年4月3日 - ）は福岡県出身の男性実業家、投資家。株式会社シノケングループの創業者、代表取締役会長。公益財団法人篠原育英会理事長。

## 経歴・人物
- 1986年 
  - 不動産関係の専門学校を卒業し、福岡市内の不動産会社に就職した。
- 1990年
  - サラリーマン時代に自らが行っていたアパート経営をより多くのサラリーマン層にも広げていきたいとの思いから、25歳の時に福岡市内でシノハラ建設システム（現在のシノケングループ）を設立した。土地を持たないサラリーマンであっても家賃収入が土地・建物の購入費のローン返済額を上回れば、アパート経営は成り立つ。そのためには素人層をトータルでサポートするサービスが必要で、それを実現した資産運用法を確立。全国のサラリーマン層を中心に個人投資家の支持を得て事業を急拡大する。
- 1999年
  - ビジネスモデル拡大の一環として、LPガス供給販売事業の開始にあたり株式会社エスケーエナジーを設立し、代表取締役に就任。
- 2001年
  - 東京に進出。
- 2002年
  - 株式を店頭市場に上場（2004年よりジャスダック証券取引所に移行）
- 2003年
  - 首都圏のワンルームマンション販売会社を子会社化し、代表取締役に就任。アパート経営に加え、マンション経営にも乗り出す。
- 2005年
  - 2005年11月17日に国土交通省が構造計算書の偽造を告発し、ヒューザー・木村建設とともにシノケンの名前も挙がり2005年11月29日の衆議院国土交通委員会の参考人招致に参考人として呼ばれたが、瑕疵担保責任を果たすと明言し、該当する物件の解体等を速やかに行い高評価を得た。
- 2009年
  - 香港法人及び上海法人を買収し、董事長へ就任。中国不動産の賃貸仲介事業へ本格的に参入。
  - 不動産賃貸管理事業を株式会社シノケンファシリティーズへ会社分割、代表取締役に就任。
- 2010年
  - 東京のビルメンテナンス会社を買収し、取締役に就任。その後マンション管理事業へ参入。
- 2012年
  - 介護関連コンサル会社を買収し、介護関連事業へ参入後、介護関連事業の統括事業を担う株式会社シノケンウェルネスを設立し、代表取締役に就任。
- 2013年
  - ジック少額短期保険株式会社を子会社化し、取締役に就任。
- 2014年
  - 創業明治42年（1909年）の老舗ゼネコンである株式会社小川建設を完全子会社化し、取締役に就任。  シンガポール不動産会社Hecks Realty Pte. Ltd.の株式34%を取得により、持分法適用会社とし商号を「Shinoken & Hecks Pte. Ltd.」に変更、取締役に就任。
- 2016年
  - 不動産ファンドの運用等を目的とし、株式会社シノケンアセットマネジメントを設立し、取締役に就任
- 2017年
  - 代表取締役を務める株式会社シノケングループの連結売上高が1,000億円、経常利益が120億円を突破する。
- 2018年  
  - 経済的に厳しい環境にある学生を応援するため、私財を投じて返済不要の奨学金を給付するため、「財団法人篠原育英会」を設立。理事長に就任する。その後の活動と事業の公益性が認められ、内閣総理大臣より公益財団法人に認定され「公益財団法人　篠原育英会」に改め、学生に対する奨学金の給付（返済不要）を中心に活動を広める。
- 2022年
  - 代表取締役を務める株式会社シノケングループの経営において、迅速な意思決定ができ、目先の株価に左右されず長期的な視点で事業改革に取り組むため、MBOを実施し、非上場化。引き続き、同社の経営トップを務める。
- 2023年
  - 株式会社シノケングループにおいてCEO・COO制度を導入し、代表取締役社長CEOに就任。経営の監督と業務執行の分担を進める。
- 2025年
  - 株式会社シノケングループの代表取締役会長となる。（現任）

## 関連事項
- シノケン